# 大阪国際室内楽コンクール
大阪国際室内楽コンクール（おおさかこくさいしつないがくコンクール、英: Osaka International Chamber Music Competition）は、1993年に始まった公益財団法人日本室内楽振興財団が主催し、3年に1度開催される室内楽の国際コンクールである。第1部門は弦楽四重奏、第2部門は開催回によって異なる。賞金規模などから世界四大室内楽コンクールとも言われ、世界の第一線で活躍する団体が多数入賞している。
1997年以降国際音楽コンクール世界連盟会員。
また、毎回併せて大阪国際室内楽フェスタも開催されており、こちらは伝統音楽や民族音楽も含めた多種多様な室内楽アンサンブルが出場する。
当初2020年5月に開催予定だった第10回は、新型コロナウィルス感染症流行の影響により一旦2021年5月に延期されたが、中止となったことが発表された。第11回開催は2023年5月に、「大阪国際室内楽コンクール＆フェスタ2023」として開催する。極端な難曲は出題されないが、新作委嘱は依然として続いており、委嘱作の難易度は高かった。
次回開催は2026年である。

## 開催年
| 第1回  | 1993年                                               |
| 第2回  | 1996年                                               |
| 第3回  | 1999年                                               |
| 第4回  | 2002年                                               |
| 第5回  | 2005年                                               |
| 第6回  | 2008年                                               |
| 第7回  | 2011年                                               |
| 第8回  | 2014年                                               |
| 第9回  | 2017年                                               |
| 第10回 | 中止（新型コロナウィルス感染症の影響による）         |
| 第11回 | 大阪国際室内楽コンクール＆フェスタ2023 2023年5月     |
| 第12回 | 大阪国際室内楽コンクール＆フェスタ2026 2026年5月予定 |

## 優勝団体

### 第1回（1993年）

#### 第1部門 弦楽四重奏
- 第1位オルフェウス弦楽四重奏団（ドイツ）

#### 第2部門
- 第1位トリオ・ジャンポール（ドイツ）
- 第1位デロス・クィンテット（ドイツ）

### 第2回（1996年）

#### 第1部門 弦楽四重奏
- 第1位ヘンシェル四重奏団（ドイツ）

#### 第2部門
- 第1位リゲティ・ストリング・トリオ （フランス）
- 第1位イーゾン・アンサンブル・ヴィエンナ （オーストリア）

### 第3回（1999年）

#### 第1部門 弦楽四重奏
- 第1位ベルチャ・クァルテット （イギリス）

#### 第2部門
- 第1位エルサレム・トリオ（イスラエル）

### 第4回（2002年）

#### 第1部門 弦楽四重奏
- 第1位タンク・ストリーム・クァルテット（オーストラリア）

#### 第2部門
- 第1位ジュピター・トリオ（アメリカ）

### 第5回（2005年）

#### 第1部門 弦楽四重奏
- 第1位ベネヴィッツ・クァルテット（チェコ）

#### 第2部門
- 第1位ハバネラ・サクソフォン四重奏団（フランス）
- 第1位RNO木管五重奏団（ロシア）

### 第6回（2008年）

#### 第1部門 弦楽四重奏
- 第1位ドーリック弦楽四重奏団（イギリス）

#### 第2部門
- 第1位ダリ・ピアノ・トリオ（フランス）

### 第7回（2011年）

#### 第1部門 弦楽四重奏
- 第1位アタッカ・クァルテット（アメリカ）

#### 第2部門
- 第1位モーフィン・クァルテット（フランス）

### 第8回（2014年）

#### 第1部門 弦楽四重奏
- 第1位アルカディア・クァルテット（ルーマニア）

#### 第2部門
- 第1位トリオ・ラフォール（スイス）

### 第9回（2017年）

#### 第1部門 弦楽四重奏
- 第1位アイズリ・クァルテット（アメリカ）

#### 第2部門
- 第1位クワチュオール・ザイール（フランス）

### 第10回（2020年）
中止

### 第11回（2023年）

#### 第1部門 弦楽四重奏
- 第1位クァルテット・インダコ（イタリア）

#### 第2部門
- 第1位カピバラ・ピアノ・クァルテット（ドイツ）